# Гусев, Николай Борисович
Николай Борисович Гусев (род. 27 июня 1948) — советский и российский биохимик, член-корреспондент РАН (2011), специалист в области биохимии белка, общей и медицинской биохимии, доктор биологических наук, профессор МГУ, лауреат премии имени А. Н. Баха (2005).

## Биография
Родился 27 июня 1948 года.
В 1987 году — защитил докторскую диссертацию.
С 1994 года профессор по кафедре Биохимии Биологического факультета Московского государственного университета им. М. В. Ломоносова
В 2003—2022 годах — заведующий кафедрой биохимии биологического факультета Московского государственного университета им. М. В. Ломоносова.
В 2011 году — избран членом-корреспондентом РАН.

## Научная деятельность
На протяжении более чем 30 лет исследует механизмы регуляции сократительного аппарата поперечно-полосатых, сердечных и гладких мышц.
В начале своей научной деятельности работал в Институте энзимологии Венгерской академии наук совместно с профессором П. Фридрихом. Н. Б. Гусев исследовал структуру полного тропонинового комплекса и изолированного тропонина С скелетных мышц.
Эти исследования были продолжены в Boston Biomedical Institute. В работе, выполненной совместно с профессором Дж. Гергели, была исследована роль отдельных катион-связывающих участков тропонина С и показано, что С-концевые кальций-связывающие участки этого белка играют важную структурную роль и обеспечивают встраивание тропонина С в полный тропониновый комплекс.
В ходе работ, выполненных в сотрудничестве с профессором Дж. Коллинзом (University of Maryland), была определена первичная структура двух изоформ тропонина Т и было высказано предположение, что синтез изоформ тропонина Т позволяет обеспечивать тонкую подстройку регуляторного механизма кардиомиоцитов к изменяющимся условиям функционирования.
Руководитель группы «Клеточная подвижность и белки теплового шока» на кафедре биохимии МГУ.
Группа специализируется в области биохимии мышц. Проведено подробное исследование сократительных и регуляторных белков различных типов мышц. Изучены структура и свойства тропонина, белка, обеспечивающего регуляцию сократительной активности скелетных мышц и сердца. Обнаружена новая форма тропонина T сердца, и выделен новый фермент, участвующий в фосфорилировании тропонинового комплекса. Исследованы структуры и свойства нескольких Са-связывающих белков (тропонина С сердца и скелетных мышц, кальмодулина, белка S100, кальцимедина), участвующих в регуляции сократительной активности различных типов мышц.
Им обнаружен, описан и охарактеризован новый фермент, фосфорилирующий тропонин Т сердца и скелетных мышц. Обнаружены изоформы тропонина Т сердца. Исследована структура тропонина I сердца человека и изучена стабильность тропонина I в крови, что важно при использовании этого белка в качестве маркера сердечно-сосудистых заболеваний. Изучена структура кальдесмона и кальпонина, белков актинового филамента, участвующих в регуляции сокращения гладких мышц. Установлено, что несколько разных Са-связывающих белков могут участвовать в регуляции функционирования кальдесмона. Исследована структура нескольких малых белков теплового шока человека и их мутантов, имитирующих фосфорилирование, а также способность малых белков теплового шока образовывать гетероолигомерные комплексы. Показано, что точечные мутации, коррелирующие с возникновением нейродегенеративных заболеваний, приводят к уменьшению стабильности и ослаблению шаперонной активности белка теплового шока HspB8. Изучена структура и свойства универсального адаптерного белка 14-3-3 и высказано предположение, что этот белок может играть важную роль в развитии некоторых форм нейродегенеративных заболеваний (таупатий).
Много лет читает курс лекций по общей и медицинской биохимии для студентов Факультета фундаментальной медицины, а также курсы лекций по биохимии биологической подвижности и электрофоретическим методам анализа для студентов Биологического факультета МГУ имени М. В. Ломоносова.
Под его руководством подготовлены и защищены 18 кандидатских диссертаций .
Член советов по защите докторских и кандидатских диссертаций на Биологическом факультете МГУ и при Институте биохимии имени А. Н. Баха РАН, член редколлегии журналов «Биохимия» РАН и «Успехи современной биологии», главный редактор журнала «Успехи биологической химии» РАН.

## Награды
- Премия имени А. Н. Баха (2005) — за цикл работ «Механизмы регуляции сократительного аппарата различных типов мышц»
- Заслуженный профессор МГУ
- Премия имени М. В. Ломоносова за научные работы I степени (2023) — за цикл работ «Большой мир малых белков теплового шока»[8]
- Медаль ордена «За заслуги перед Отечеством» II степени (2024)[9]

## Избранные публикации
- Гусев Н. Б. Нейродегенеративные болезни и проблема правильного сворачивания белка // Соросовский образовательный журнал. — 2004. — Т. 8, № 2. — С. 15-23.